# Desire (Lied)
Desire (englisch für „Wunsch“) ist ein Lied des Schweizer Elektropop-Duos Yello, das im Januar 1985 erschien.

## Entstehung und Veröffentlichung
Getextet, komponiert und produziert wurde das Lied gemeinsam von den beiden Yello-Mitgliedern Boris Blank und Dieter Meier.
Die Erstveröffentlichung von Desire erfolgte am 29. Januar 1985 bei Vertigo Records, als Teil von Yellos vierten Studioalbum Stella (Katalognummer: 822 820-1). Am 11. Juni 1985 erschien das Lied als Singleauskopplung aus dem Album. Diese erschien als 7″-Single mit der B-Seite Oh Yeah (Katalognummer: 880 895-1).

## Inhalt
Desire thematisiert die Themen Wünsche und Verlangen („Desire. Desire (for the unknown eyes). Desire (for the unknown name). I’m burning (in the morning sun, I want to run).“). Die Tonart des Titels ist As-Dur mit 113 Schlägen pro Minute.

## Musikvideo
Das Musikvideo entstand auf Wunsch von Dieter Meier im Freiluft-Revuetheater Tropicana in der kubanischen Hauptstadt Havanna.

## Rezeption
Desire fand mediale Verwendung, wie unter anderem in der Episode Killshot der US-amerikanischen Fernsehserie Miami Vice (1986) oder als Teil des Soundtracks zur Roadmovie-Komödie Der Giftzwerg (1991).

## Chartplatzierungen
| ChartsChartplatzierungen | Höchstplatzierung | Wochen |
| ------------------------ | ----------------- | ------ |
| Deutschland (GfK)        | 16 (13 Wo.)       | 13     |
| Schweiz (IFPI)           | 19 (5 Wo.)        | 5      |